# Stanisław Karnkowski
Stanisław Karnkowski (Karnkowo, 10 maggio 1520 – Łowicz, 8 giugno 1603) è stato un arcivescovo cattolico e scrittore polacco, ricoprì anche il ruolo di primate della Polonia.

## Biografia

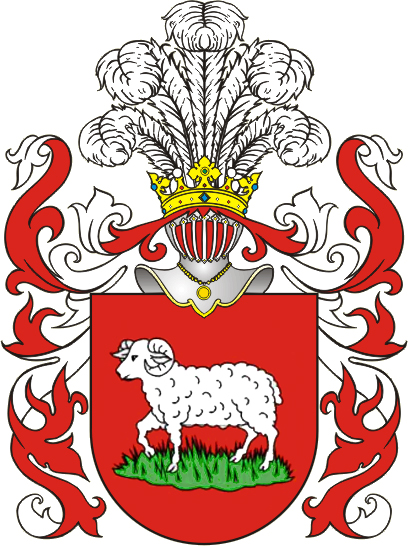
Stemma del clan etnico di Junosza

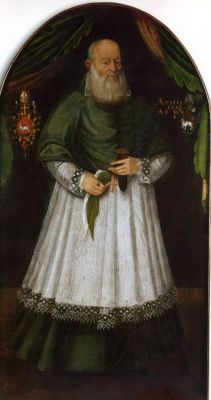

Nel 1539 iniziò gli studi all'Accademia di Cracovia, dove conseguì la laurea in entrambe le leggi. 
Nel 1555 divenne referendario del re Sigismondo II Augusto e nel 1563 gran segretario della Corona polacca.

### Ministero episcopale

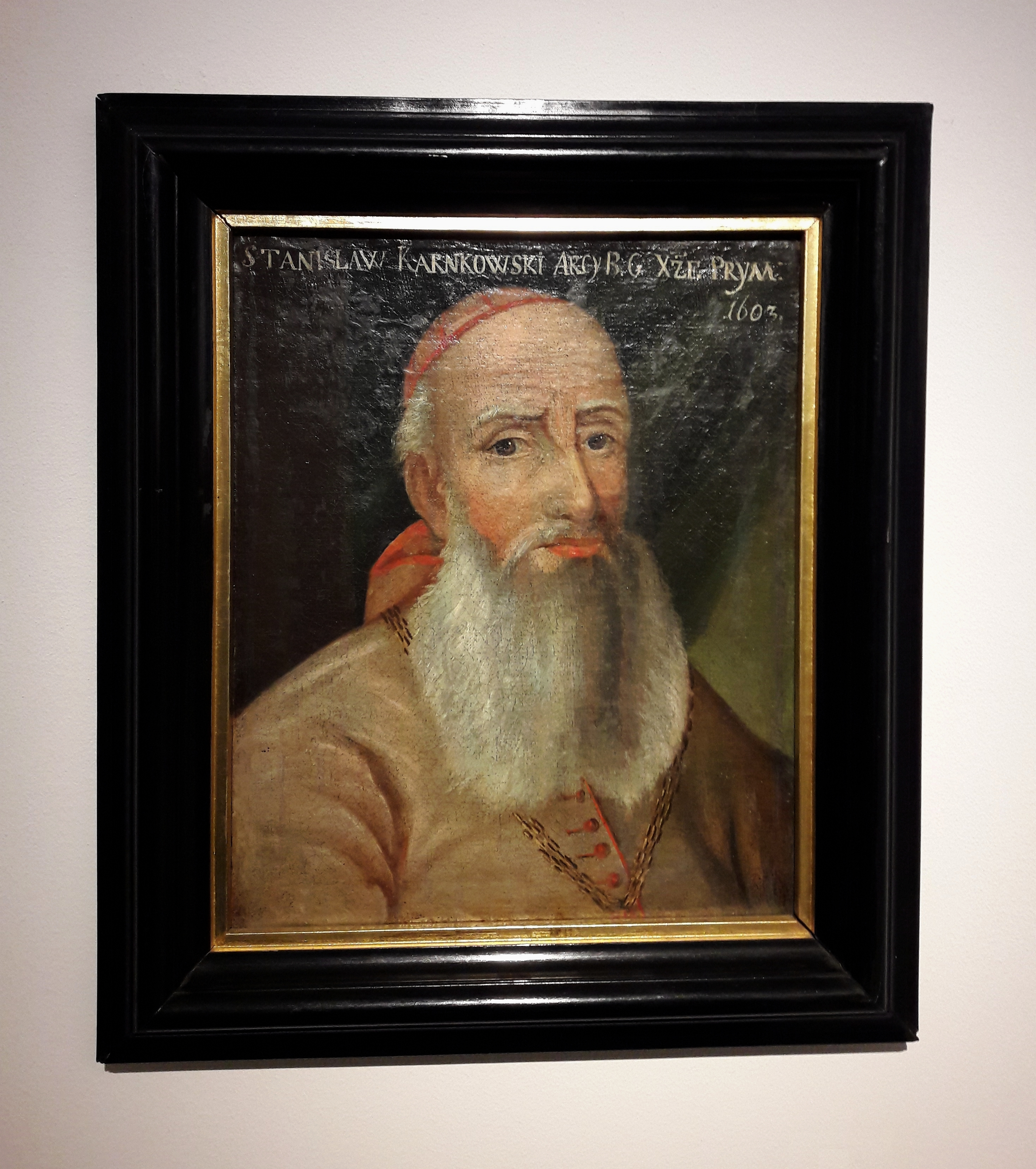
Ritratto dell'arcivescovo

Il 1º ottobre 1567 fu nominato vescovo di Włocławek da papa Pio V.  
Il 25 gennaio 1568 ricevette a Piotrków Trybunalski la consacrazione episcopale dalle mani dell'arcivescovo Jakub Uchański, co-consacrante il vescovo di Cracovia Filip Padniewski. 
Collaborò con il vescovo Stanisław Hozjusz per quanto riguarda le iniziative intraprese nell'ambito della Controriforma in risposta alla Riforma in Polonia. 
Fu uno dei firmatari dell'atto dell'Unione di Lublino del 1569. 
Fu il primo vescovo polacco a fondare nel 1569 il primo seminario teologico del Commonwealth polacco-lituano a Włocławek, mettendo in atto le disposizioni del Concilio di Trento.

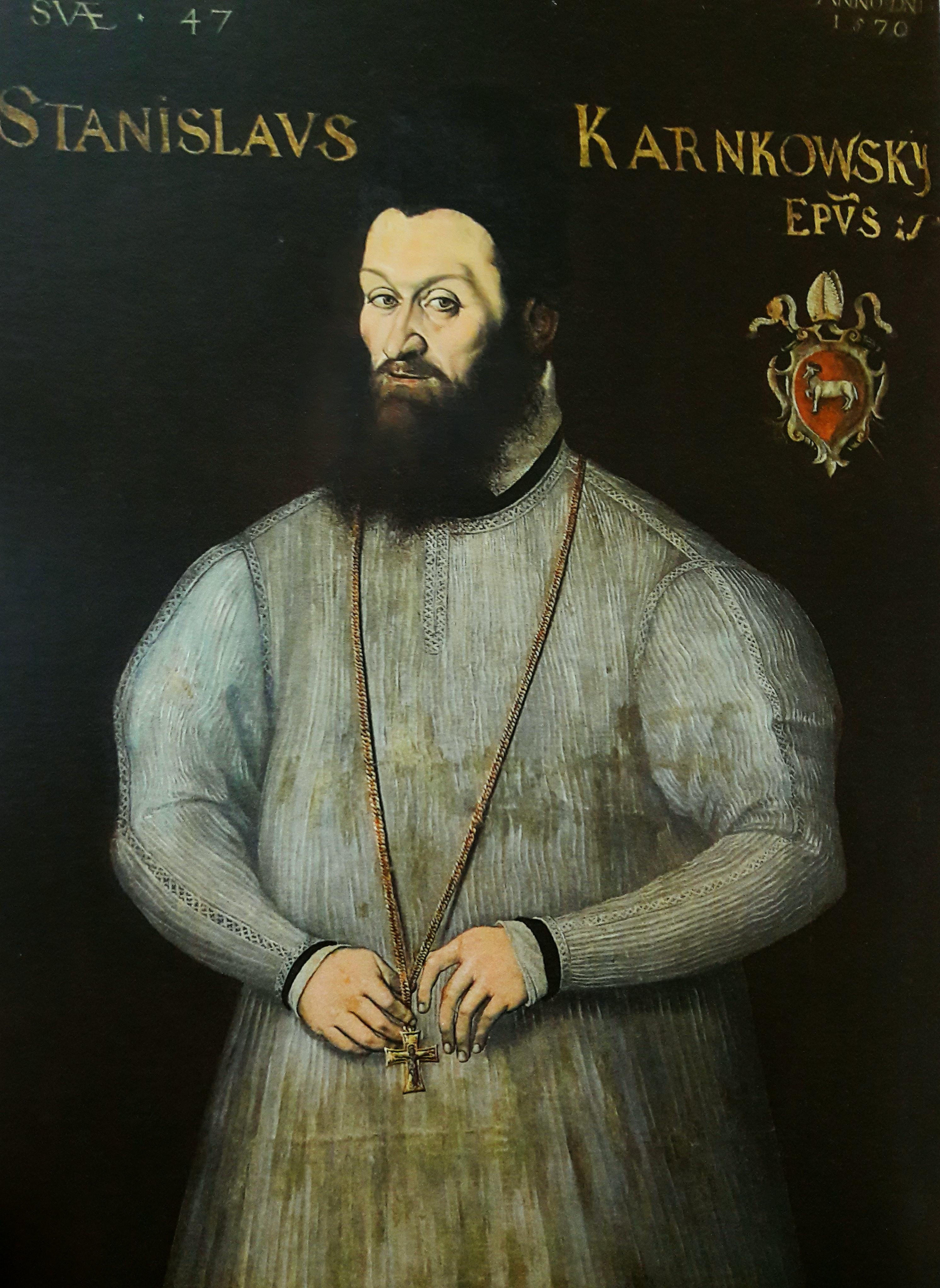

Fu un difensore vigoroso del cattolicesimo contro l'influenza dei protestanti: nel 1570 sviluppò un piano per la lotta della Chiesa cattolica con i dissidenti, prevedendo infine una maledizione papale sul re. 
Nel 1573 pubblicò il trattato De modo et origine elettorale modo, che di fatto definì il metodo di selezione dei futuri governanti della Repubblica. Sempre nello stesso anno confermò l'elezione di Enrico III di Francia a re di Polonia. 
A causa del ritiro del primate Jakub Uchański, nel 1576 assunse effettivamente le funzioni di interrex, incoronando Stefano I Báthory nella cattedrale di Wawel il 1º maggio. 
Il 7 agosto 1581 fu nominato da papa Gregorio XIII arcivescovo metropolita di Gniezno e quindi contestualmente divenne primate di Polonia.  
Nel 1583 fondò un seminario e un collegio dei gesuiti a Kalisz. 
Dopo la morte di Stefano Báthory ricoprì l'incarico di interrex e il 19 agosto 1587 proclamò re Sigismondo III e lo incoronò il 27 dicembre dello stesso anno nella cattedrale di Wawel. 
Nel 1593 pubblicò De primatu senatorio Regni Poloniae, con la quale si stabilì la posizione del primate come primo senatore dello stato. Durante l'assenza di Sigismondo III esercitò di fatto il governatorato come prorex nel paese.  
Morì l'8 giugno 1603 a Łowicz e fu sepolto nella chiesa dei santi Adalberto e Stanisło a Kalisz, mentre nel 1798 le sue spoglie furono trasferite nella collegiata basilica dell'Assunzione della Beata Vergine Maria, dove riposano ancora oggi.

## Genealogia episcopale e successione apostolica
La genealogia episcopale è:
- Arcivescovo Jakub Uchański
- Arcivescovo Stanisław Karnkowski

La successione apostolica è: 
- Vescovo Piotr Kostka (1575)
- Vescovo Marcin Kromer (1579)
- Vescovo Giovanni Andrea Caligari (1580)
- Vescovo Maciej Wielicki, O.P. (1581)
- Arcivescovo Jan Dymitr Solikowski (1583)
- Cardinale Bernard Maciejowski (1588)
- Vescovo Maciej Pstrokoński (1603)